# 821 Фенні
821 Фенні (821 Fanny) — астероїд головного поясу, відкритий 31 березня 1916 року.
Тіссеранів параметр щодо Юпітера — 3,297.